# Śliwa domowa mirabelka

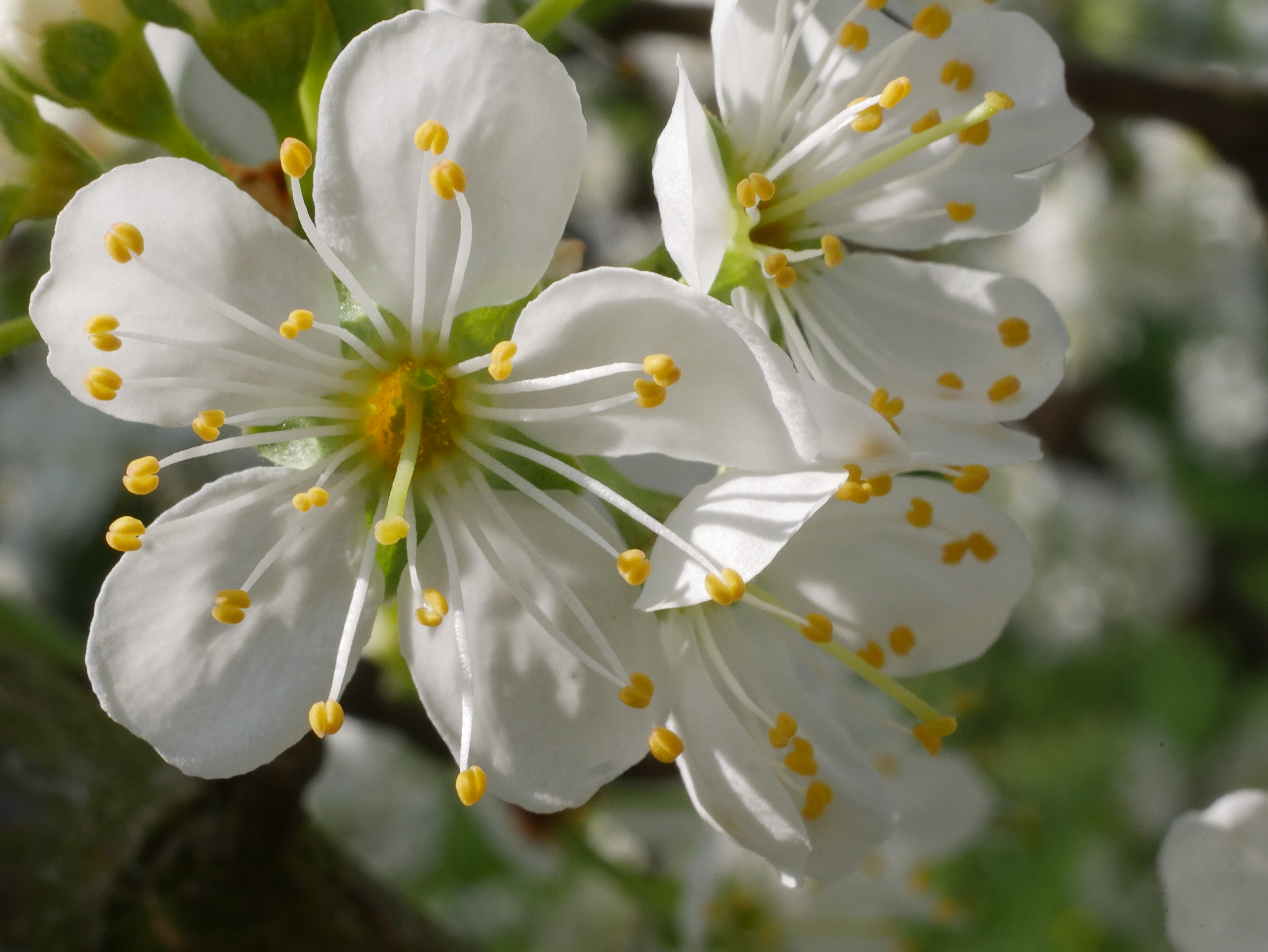
Kwiaty

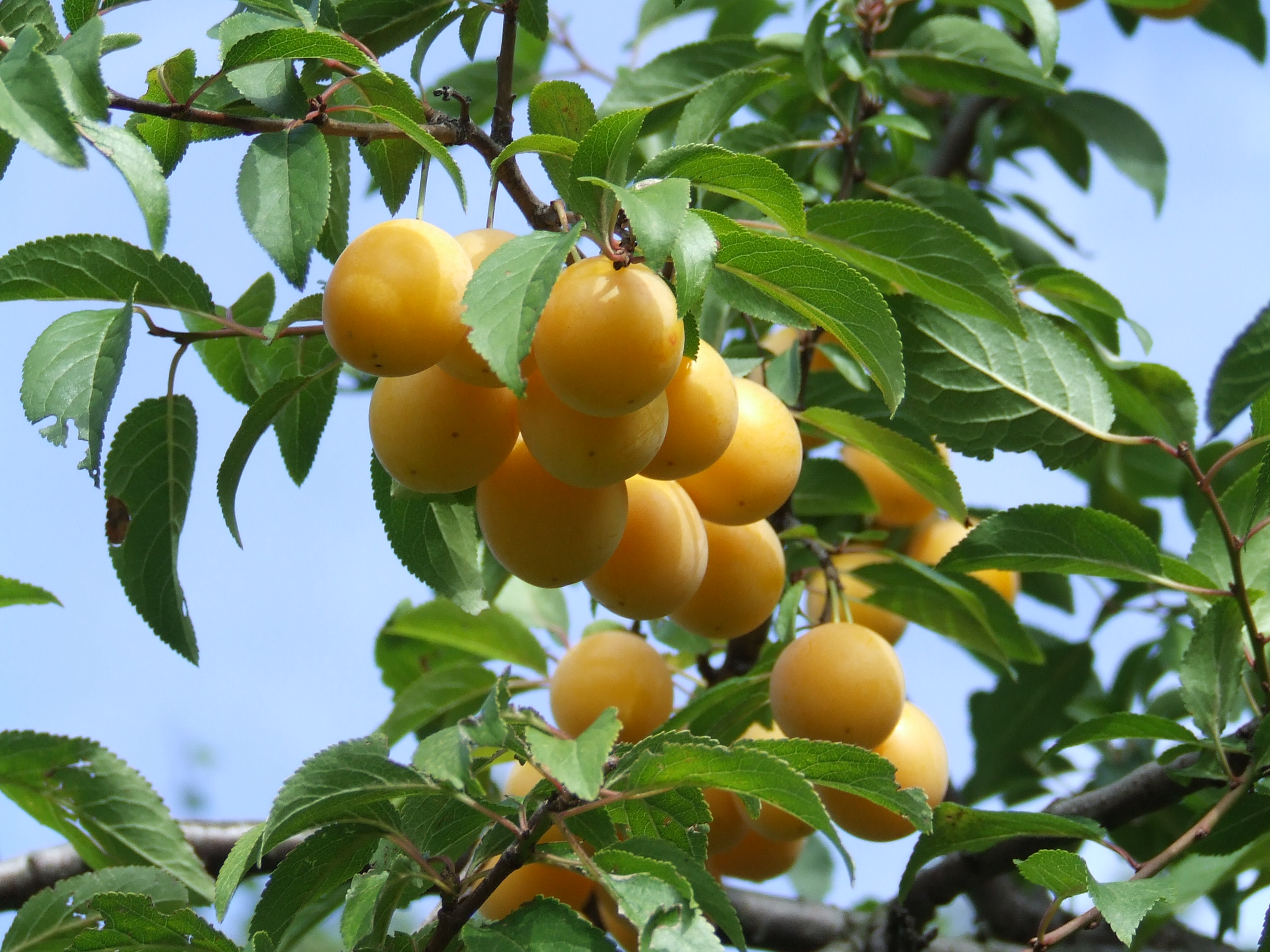
Owoce

Śliwa domowa mirabelka, mirabelka, mirabela (Prunus domestica L. subsp. syriaca (Borkh.) Janch. var. cerea) – podgatunek lub odmiana (w zależności od systemu klasyfikacyjnego) rośliny z rodziny różowatych. W Polsce roślina uprawna.
Również owoce śliwy wiśniowej (ałyczy) nazywane są popularnie „mirabelkami”, lecz ich miąższ nie odchodzi łatwo od pestki.

## Morfologia
PokrójNiewielkie drzewo lub krzew. Gałęzie do 2 roku są matowe i omszone.
LiścieNiewielkie, o długości do kilku centymetrów.
KwiatyKwitnie w kwietniu małymi, białymi lub zielonkawymi, pachnącymi kwiatami o okrągłych płatkach korony. Kielich nagi.
OwoceJadalne, kuliste, słodkie, żółte lub czerwone pestkowce o średnicy 2–3 cm, na owłosionych szypułkach. Miąższ łatwo oddziela się od pestki.